# Chirodactylus jessicalenorum
Chirodactylus jessicalenorum är en fiskart som beskrevs av Smith, 1980. Chirodactylus jessicalenorum ingår i släktet Chirodactylus och familjen Cheilodactylidae. IUCN kategoriserar arten globalt som livskraftig. Inga underarter finns listade i Catalogue of Life.